# Parapolytretus rugosus
Parapolytretus rugosus är en skalbaggsart som först beskrevs av Masaki Matsushita 1933.  Parapolytretus rugosus ingår i släktet Parapolytretus och familjen långhorningar.
Artens utbredningsområde är Taiwan. Inga underarter finns listade i Catalogue of Life.